# Хенераль-Энрике-Годой
Хенераль-Энрике-Годой (исп. General Enrique Godoy) — город и муниципалитет в департаменте Хенераль-Рока провинции Рио-Негро (Аргентина).

## История
В 1924 году здесь была построена железнодорожная станция, вокруг которой вырос населённый пункт, названный в честь генерала Энрике Годоя (военный министр Аргентины в 1904-1906 годах).